# Baie Wohlschlag
Le baie Wohlschlag est une baie de l'île de Ross dans la mer de Ross. Sommairement, elle se situe entre le cap Royds et le cap Bird.